# Prix de la mise en scène
Prix de la mise en scène (Bästa regi) är priset för bästa regi vid filmfestivalen i Cannes.

## Lista över vinnare
| År         | Regissör                                        | Svensk titel                                    | Originaltitel                                                  | Land                                            |
| ---------- | ----------------------------------------------- | ----------------------------------------------- | -------------------------------------------------------------- | ----------------------------------------------- |
| 1940-talet |                                                 |                                                 |                                                                |                                                 |
| 1946       | René Clément                                    | Klar signal                                     | La Bataille du rail                                            | Frankrike                                       |
| 1947       | inget pris                                      | inget pris                                      | inget pris                                                     | inget pris                                      |
| 1949       | René Clément                                    | Farlig hamn                                     | Au-delà des grilles                                            | Frankrike                                       |
| 1950-talet |                                                 |                                                 |                                                                |                                                 |
| 1951       | Luis Buñuel                                     | Gatans desperados                               | Los Olvidados                                                  | Mexiko                                          |
| 1952       | Christian-Jaque                                 | Den gyllene tulpanen                            | Fanfan la Tulipe                                               | Frankrike                                       |
| 1953       | inget pris                                      | inget pris                                      | inget pris                                                     | inget pris                                      |
| 1954       | inget pris                                      | inget pris                                      | inget pris                                                     | inget pris                                      |
| 1955       | Jules Dassin                                    | Rififi                                          | Du rififi chez les hommes                                      | USA                                             |
| 1955       | Sergej Vasiljev                                 |                                                 | Герои Шипки (Geroi Sjipki)                                     | Sovjetunionen                                   |
| 1956       | Sergej Jutkevitj                                |                                                 | Отелло (Otello)                                                | Sovjetunionen                                   |
| 1957       | Robert Bresson                                  | En dödsdömd har rymt                            | Un condamné à mort s'est échappé ou Le vent souffle où il veut | Frankrike                                       |
| 1958       | Ingmar Bergman                                  | Nära livet                                      | Nära livet                                                     | Sverige                                         |
| 1959       | François Truffaut                               | De 400 slagen                                   | Les Quatre Cents Coups                                         | Frankrike                                       |
| 1960-talet |                                                 |                                                 |                                                                |                                                 |
| 1960       | inget pris                                      | inget pris                                      | inget pris                                                     | inget pris                                      |
| 1961       | Julija Solntseva                                |                                                 | Повесть пламенных лет (Povest plamennych let)                  | Sovjetunionen                                   |
| 1962       | inget pris                                      | inget pris                                      | inget pris                                                     | inget pris                                      |
| 1963       | inget pris                                      | inget pris                                      | inget pris                                                     | inget pris                                      |
| 1964       | inget pris                                      | inget pris                                      | inget pris                                                     | inget pris                                      |
| 1965       | Liviu Ciulei                                    |                                                 | Pădurea spânzuraților                                          | Rumänien                                        |
| 1966       | Sergej Jutkevitj                                |                                                 | Ленин в Польше (Lenin v Polsje)                                | Sovjetunionen                                   |
| 1967       | Ferenc Kósa                                     |                                                 | Tízezer nap                                                    | Ungern                                          |
| 1968       | the festival was interrupted, inget priss given | the festival was interrupted, inget priss given | the festival was interrupted, inget priss given                | the festival was interrupted, inget priss given |
| 1969       | Glauber Rocha                                   |                                                 | O Dragão da Maldade contra o Santo Guerreiro                   | Brasilien                                       |
| 1969       | Vojtěch Jasný                                   |                                                 | Všichni dobří rodáci                                           | Tjeckoslovakien                                 |
| 1970-talet |                                                 |                                                 |                                                                |                                                 |
| 1970       | John Boorman                                    | Leo den siste                                   | Leo the Last                                                   | Storbritannien                                  |
| 1971       | inget pris                                      | inget pris                                      | inget pris                                                     | inget pris                                      |
| 1972       | Miklós Jancsó                                   | Röd hymn                                        | Még kér a nép                                                  | Ungern                                          |
| 1973       | inget pris                                      | inget pris                                      | inget pris                                                     | inget pris                                      |
| 1974       | inget pris                                      | inget pris                                      | inget pris                                                     | inget pris                                      |
| 1975       | Michel Brault                                   | Fruktans lag                                    | Les Ordres                                                     | Kanada                                          |
| 1975       | Costa Gavras                                    | De måste dömas                                  | Section spéciale                                               | Grekland                                        |
| 1976       | Ettore Scola                                    | Fula, skitiga och elaka                         | Brutti, sporchi e cattivi                                      | Italien                                         |
| 1977       | inget pris                                      | inget pris                                      | inget pris                                                     | inget pris                                      |
| 1978       | Nagisa Oshima                                   | Passionernas rike                               | 愛の亡霊 (Ai no Bōrei)                                         | Japan                                           |
| 1979       | Terrence Malick                                 | Himmelska dagar                                 | Days of Heaven                                                 | USA                                             |
| 1980-talet |                                                 |                                                 |                                                                |                                                 |
| 1980       | inget pris                                      | inget pris                                      | inget pris                                                     | inget pris                                      |
| 1981       | inget pris                                      | inget pris                                      | inget pris                                                     | inget pris                                      |
| 1982       | Werner Herzog                                   | Fitzcarraldo                                    | Fitzcarraldo                                                   | Västtyskland                                    |
| 1983       | Robert Bresson                                  | Blodspengar                                     | L'Argent                                                       | Frankrike                                       |
| 1983       | Andrej Tarkovskij                               | Nostalghia                                      | Nostalghia                                                     | Sovjetunionen                                   |
| 1984       | Bertrand Tavernier                              | En söndag på landet                             | Un dimanche à la campagne                                      | Frankrike                                       |
| 1985       | André Téchiné                                   |                                                 | Rendez-vous                                                    | Frankrike                                       |
| 1986       | Martin Scorsese                                 | En natt i New York                              | After Hours                                                    | USA                                             |
| 1987       | Wim Wenders                                     | Himmel över Berlin                              | Der Himmel über Berlin                                         | Västtyskland                                    |
| 1988       | Fernando Solanas                                | Åter till södern                                | Sur                                                            | Argentina                                       |
| 1989       | Emir Kusturica                                  | Zigenarnas tid                                  | Дом за вешање (Dom za vešanje)                                 | Jugoslavien                                     |
| 1990-talet |                                                 |                                                 |                                                                |                                                 |
| 1990       | Pavel Lungin                                    | Taxi Blues                                      | Такси-блюз (Taksi-Bljuz)                                       | Sovjetunionen                                   |
| 1991       | Joel Coen                                       | Barton Fink                                     | Barton Fink                                                    | USA                                             |
| 1992       | Robert Altman                                   | Spelaren                                        | The Player                                                     | USA                                             |
| 1993       | Mike Leigh                                      | Naken                                           | Naked                                                          | Storbritannien                                  |
| 1994       | Nanni Moretti                                   | Kära dagbok                                     | Caro diario                                                    | Italien                                         |
| 1995       | Mathieu Kassovitz                               | Medan vi faller                                 | La Haine                                                       | Frankrike                                       |
| 1996       | Joel Coen                                       | Fargo                                           | Fargo                                                          | USA                                             |
| 1997       | Wong Kar-wai                                    | Lyckliga tillsammans                            | 春光乍洩                                                       | Hongkong                                        |
| 1998       | John Boorman                                    | Generalen                                       | The General                                                    | Storbritannien                                  |
| 1999       | Pedro Almodóvar                                 | Allt om min mamma                               | Todo sobre mi madre                                            | Spanien                                         |
| 2000-talet |                                                 |                                                 |                                                                |                                                 |
| 2000       | Edward Yang                                     | Yi yi - ensam tillsammans                       | Yi Yi                                                          | Taiwan                                          |
| 2001       | Joel Coen                                       | The Man Who Wasn't There                        | The Man Who Wasn't There                                       | USA                                             |
| 2001       | David Lynch                                     | Mulholland Drive                                | Mulholland Drive                                               | USA                                             |
| 2002       | Im Kwon-taek                                    |                                                 | Chi-hwa-seon                                                   | Sydkorea                                        |
| 2002       | Paul Thomas Anderson                            | Punch-Drunk Love                                | Punch-Drunk Love                                               | USA                                             |
| 2003       | Gus Van Sant                                    | Elephant                                        | Elephant                                                       | USA                                             |
| 2004       | Tony Gatlif                                     |                                                 | Exils                                                          | Frankrike                                       |
| 2005       | Michael Haneke                                  | Dolt hot                                        | Caché                                                          | Österrike                                       |
| 2006       | Alejandro González Iñárritu                     | Babel                                           | Babel                                                          | Mexiko                                          |
| 2007       | Julian Schnabel                                 | Fjärilen i glaskupan                            | Le Scaphandre et le Papillon                                   | USA                                             |
| 2008       | Nuri Bilge Ceylan                               | De tre aporna                                   | Üç Maymun                                                      | Turkiet                                         |
| 2009       | Brillante Mendoza                               |                                                 | Kinatay                                                        | Filippinerna                                    |
| 2010-talet |                                                 |                                                 |                                                                |                                                 |
| 2010       | Mathieu Amalric                                 | On Tour                                         | Tournée                                                        | Frankrike                                       |
| 2011       | Nicolas Winding Refn                            | Drive                                           | Drive                                                          | Danmark                                         |
| 2012       | Carlos Reygadas                                 | Post tenebras lux                               | Post tenebras lux                                              | Mexiko                                          |
| 2013       | Amat Escalante                                  | Heli                                            | Heli                                                           | Mexiko                                          |
| 2014       | Bennett Miller                                  | Foxcatcher                                      | Foxcatcher                                                     | USA                                             |
| 2015       | Hou Hsiao-hsien                                 | The Assassin                                    | 刺客聶隱娘 (Cìkè Niè Yǐnniáng)                                 | Taiwan                                          |
| 2016       | Cristian Mungiu                                 | Prövningen                                      | Bacalaureat                                                    | Rumänien                                        |
| 2016       | Olivier Assayas                                 | Personal Shopper                                | Personal Shopper                                               | Frankrike                                       |
| 2017       | Sofia Coppola                                   | De bedragna                                     | The Beguiled                                                   | USA                                             |
| 2018       | Paweł Pawlikowski                               |                                                 | Zimna wojna                                                    | Polen                                           |
| 2019       | Jean-Pierre Dardenne och Luc Dardenne           | Unge Ahmed                                      | Le Jeune Ahmed                                                 | Belgien                                         |
| 2020-talet |                                                 |                                                 |                                                                |                                                 |
| 2021       | Leos Carax                                      | Annette                                         | Annette                                                        | Frankrike                                       |
| 2022       | Park Chan-wook                                  | Decision to Leave                               | 헤어질 결심 (He-eojil gyeolsim)                                | Sydkorea                                        |
| 2023       | Tran Anh Hung                                   | En doft av kärlek – Pot au Feu                  | La passion de Dodin Bouffant                                   | Frankrike                                       |
| 2024       | Miguel Gomes                                    | Grand Tour                                      | Grand Tour                                                     | Portugal                                        |